# Rachel Burrows
Pour les articles homonymes, voir Burrows.
Rachel Burrows (29 avril 1912 - 15 avril 1987) est une actrice, une animatrice et une enseignante irlandaise.

## Biographie
Rachel Burrows est née à Limerick en Irlande le 29 avril 1912. Elle était la fille de Peter Le Fanu Knowles Dobbin, l'arpenteur du comté de Clare, et de sa deuxième épouse Kathleen "Kitty" (née Vance). Elle descend de Richard Brinsley Sheridan et James Sheridan Knowles. Elle grandit à Kilkishen House, dans le comté de Clare et fréquente l'école St Brandon à Bristol. Burrows fréquente le Trinity College de Dublin (TCD), où elle obtient un BA avec mention très bien en 1933, suivi d'un M.Litt. en 1947. Pendant ses études au Trinity College de Dublin, elle est l'une des membres fondatrices des Dublin University Players. Le 28 avril 1934, elle épouse le révérend George Henry Jerram Burrows (mort en 2003), ancien directeur du lycée de Cork et chanoine des cathédrales de St Fin Barre et Ross. Le couple a deux filles. De 1937 à 1947, elle enseigne l'anglais à Limerick, avant de déménager avec sa famille à Cork, où elle enseigne au lycée de Cork jusqu'en 1971 et devient connue dans la communauté théâtrale amateur. Elle est membre d'Ashton Productions et est une personne clé dans la création du Cork's Everyman Theatre. Burrows est l'une des membres fondatrices de l'Alliance française de Limerick et Cork.
Les Burrows déménagent à Dublin en 1971, où elle prend sa retraite de l'enseignement en 1972, et commence à jouer professionnellement, travaillant à la radio, la scène et la télévision. Elle apparaît dans de nombreuses productions de Micheál Mac Liammóir et Hilton Edwards, dont The good natured man et Un mari idéal. Dans le cadre du Festival de théâtre de Dublin de 1973, elle joue dans Le Crime de Lord Arthur Savile d'Oscar Wilde par les World Theatre Productions. Ses rôles les plus notables sont dans Les Riordans sur RTÉ dans le rôle Miss Benson et dans L'importance d'être Constant par Oscar Wilde en tant que Lady Bracknell. La production de cette pièce à Cork en 1980 est sa dernière apparition sur scène. Burrows est une contributrice régulière à l'émission Sunday miscellany sur  RTÉ Radio avec des réflexions tirées de journaux familiaux rappelant la vie en tant que protestant dans le sud de l'Irlande au 19e siècle. Elle fait autorité sur le travail de Rabindranath Tagore, et son hommage est inclus dans la publication de 1962 par l'University College Cork pour marquer le centenaire de sa naissance.
Burrows meurt à Dublin le 15 avril 1987. Elle fait don de ses cahiers à la bibliothèque du Trinity College de Dublin, qui comprennent des notes qu'elle a prises au Trinity College de Dublin lors d'une série de conférences de Samuel Beckett, qui sont maintenant conservées dans les collections de manuscrits de la bibliothèque,,.